# 246861 Johnelwell
246861 Johnelwell este un asteroid din centura principală de asteroizi.

## Descriere
246861 Johnelwell este un asteroid din centura principală de asteroizi. A fost descoperit pe 17 mai 2010 în Statele Unite, în cadrul programului WISE. Asteroidul prezintă o orbită caracterizată de o semiaxă mare de 2,69 ua, o excentricitate de 0,11 și o înclinație de 10,3° în raport cu ecliptica.